# Elezione imperiale del 1519
L'elezione imperiale del 1519 si è svolta a Francoforte sul Meno il 28 giugno 1519.

## Contesto storico
Tra l'autunno del 1516 e l'estate del 1518, quando l'imperatore Massimiliano d'Asburgo non aveva ancora iniziato a predisporre un piano preciso per la sua successione, il re di Francia Francesco di Valois riuscì a raccogliere il sostegno dei principi elettori di Magonza, Treviri, Palatinato e Brandeburgo al fine di farsi eleggere al trono imperiale, grazie a promesse di denaro e sostegno politico. Tuttavia nell'agosto del 1517 Massimiliano decise di designare come suo successore il nipote Carlo d'Asburgo, re di Castiglia e Aragona e duca di Borgogna, portando progressivamente dalla sua parte gli elettori che avevano dato in precedenza il loro appoggio a Francesco. Il 1º settembre 1518, durante la Dieta di Augusta, i quattro elettori di Brandeburgo, Colonia, Magonza e Palatinato siglarono un'alleanza elettorale con Massimiliano e Sigismondo I di Polonia, che agivano in qualità di tutori del minorenne Luigi II Jagellone, re di Boemia e Ungheria. Massimiliano però morì il 12 gennaio 1519, senza che le formali procedure elettorali si fossero ancora aperte. I negoziati quindi ripresero e Carlo si appoggiò ad un consorzio di banchieri italiani e tedeschi, che includeva i Welser e i Fugger di Augusta, nella persona di Jacob Fugger, per ottenere i fiorini necessari a pagare gli elettori. La campagna elettorale di Carlo, condotta in suo nome dalla reggente Margherita d'Asburgo e dai suoi rappresentanti nei Paesi Bassi, si basò su tre elementi: corruzione, propaganda e minaccia dell'uso della forza. Oltre a Carlo e Francesco, altri candidati che in quel momento vennero presi in considerazione furono il re d'Inghilterra Enrico VIII Tudor e l'elettore di Sassonia Federico il Saggio, quest'ultimo prescelto da papa Leone X.

## Principi elettori
| Principe elettore | Principe elettore                    | Titolo elettorale        | Altri titoli                        |
| ----------------- | ------------------------------------ | ------------------------ | ----------------------------------- |
|                   | Alberto di Hohenzollern              | Arcivescovo di Magonza   | Cardinale Arcivescovo di Magdeburgo |
|                   | Richard von Greiffenklau zu Vollrads | Arcivescovo di Treviri   |                                     |
|                   | Hermann von Wied                     | Arcivescovo di Colonia   |                                     |
|                   | Luigi II d'Ungheria e Boemia         | Re di Boemia             | Re d'Ungheria                       |
|                   | Ludovico V del Palatinato            | Conte Palatino del Reno  |                                     |
|                   | Federico III di Sassonia             | Duca di Sassonia         |                                     |
|                   | Gioacchino I di Brandeburgo          | Margravio di Brandeburgo |                                     |

## Esito
Alla fine Carlo d'Asburgo venne eletto imperatore all'unanimità il 28 giugno 1519, anche se l'elettore di Brandeburgo, pur accettando di votare per Carlo, rese noto il suo dissenso tramite un atto notarile. Fu incoronato dall'arcivescovo di Colonia il 23 ottobre 1520 nella cattedrale di Aquisgrana. Dieci anni dopo, il 24 febbraio 1530, Papa Clemente VII lo incoronò nella basilica di San Petronio a Bologna, nell'ultima cerimonia d'incoronazione di un imperatore del Sacro Romano Impero celebrata in Italia.